# Mangora leticia
Mangora leticia là một loài nhện trong họ Araneidae.
Loài này thuộc chi Mangora. Mangora leticia được Herbert Walter Levi miêu tả năm 2007.